# Leptasthenura andicola
El tijeral andino (en Ecuador  y Perú) (Leptasthenura andicola), también denominado coludito sietecolas (en Venezuela), coludito frailejonero o coludito paramuno (en Colombia),  es una especie de ave paseriforme de la familia Furnariidae perteneciente al género Leptasthenura, propia de las regiones andinas del noroeste y oeste de Sudamérica.

## Distribución y hábitat

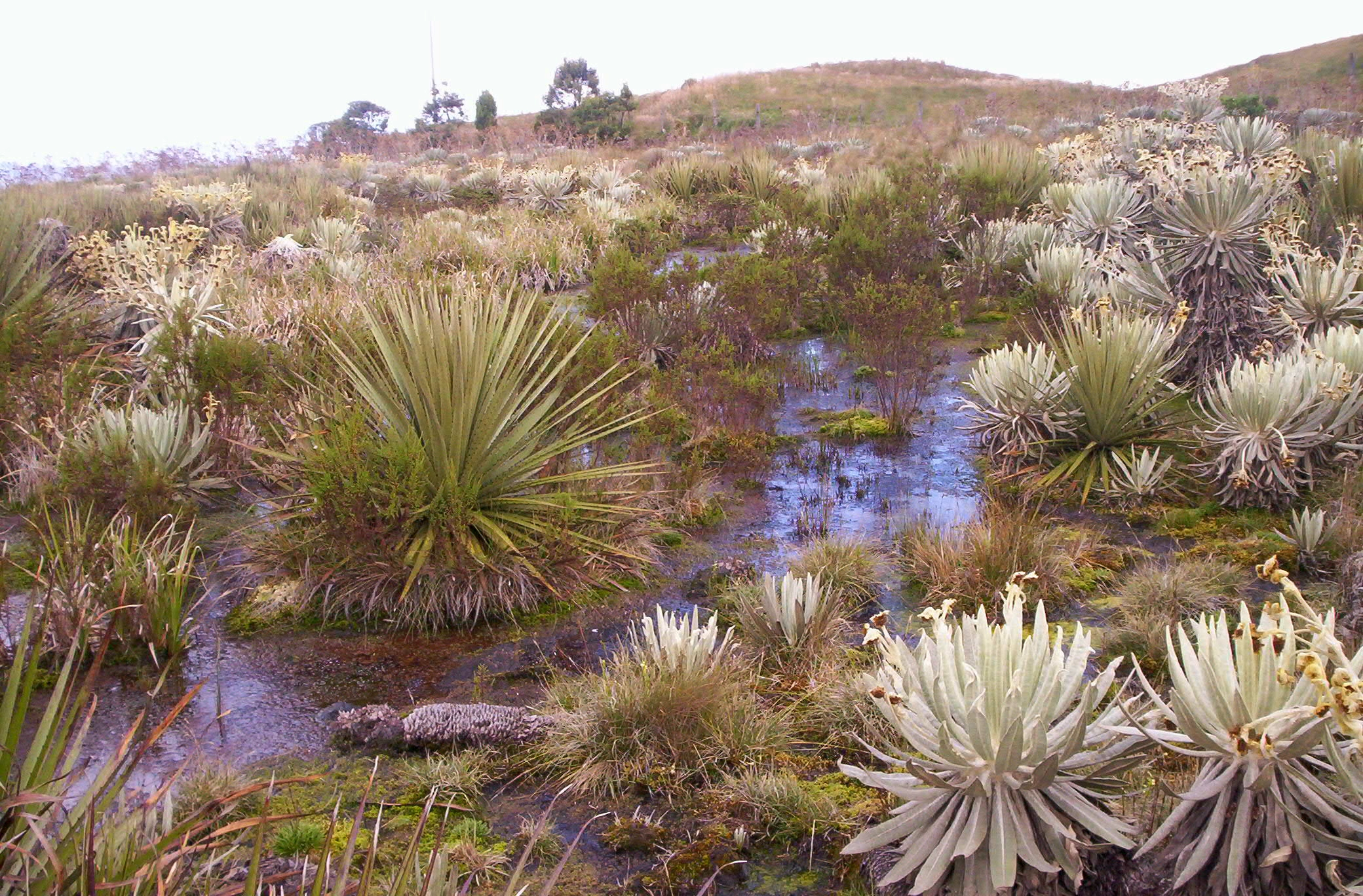
Páramo de Rabanal, Boyacá, Colombia, ejemplo de hábitat de la especie.

Se distribuye de forma disjunta y local a lo largo de los Andes, desde el norte de Colombia y oeste de Venezuela, hacia el sur por Ecuador, hasta el sur de Perú, norte de Bolivia y registro raro en el extremo norte de Chile.
Esta especie es considerada bastante común en sus hábitats naturales: los arbustales de páramo, los bosques bajos en altitudes de la línea de vegetación y los parches de bosques dominados por Polylepis, es menos numeroso al sur de Ecuador, principalmente en altitudes entre 3000 y 4500 m.

## Alimentación
Se alimenta principalmente de pequeños artrópodos, que encuentra entre las ramas y hojas de arbustos y árboles.

## Sistemática

### Descripción original
La especie L. andina fue descrita por primera vez por el zoólogo británico Philip Lutley Sclater en 1870 bajo el mismo nombre científico; la localidad tipo es: «Panza, ladera sur del Chimborazo, Ecuador».

### Etimología
El nombre genérico femenino «Leptasthenura» se compone de las palabras del griego «leptos»: fino, «asthenēs»: débil, y «oura»: cola, significando «de cola fina y débil»; y el nombre de la especie «andina», se refiere a la cordillera de los Andes, donde la especie se distribuye.

### Taxonomía
Los estudios genético-moleculares indican que la presente especie está hermanada con el grupo de especies Leptasthenura aegithaloides. La subespecie propuesta boliviana fue descrita como parecida con peruviana, pero no es realmente diagnosticable.

### Subespecies
Según las clasificaciones del Congreso Ornitológico Internacional (IOC) y Clements Checklist v.2018, se reconocen cinco subespecies, con su correspondiente distribución geográfica:
- Leptasthenura andicola extima Todd, 1916 – Habita en el norte de Colombia (Sierra Nevada de Santa Marta).
- Leptasthenura andicola certhia (Madarász, 1903) – Habita en los Andes del oeste de Venezuela (Mérida, Trujillo, presumiblemente también en Táchira).
- Leptasthenura andicola exterior Todd, 1919 – Habita en los Andes orientales del norte de Colombia (Boyacá, Cundinamarca).
- Leptasthenura andicola andicola P.L. Sclater, 1870 – Habita en los Andes centrales de Colombia (hacia el sur desde Tolima) hasta Ecuador (al sur hasta el norte de Azuay en la pendiente occidental y hasta Cotopaxi y suroeste de Napo en la pendiente oriental, también en  Zamora Chinchipe).
- Leptasthenura andicola peruviana Chapman, 1919 – Habita en los Andes del oeste y sur del Perú (Áncash al sur localmente hasta Arequipa y Puno) , norte de Bolivia (La Paz), y registro visual en el extremo norte de Chile (Tarapacá.